# هوگو پروفیریو
هوگو پروفیریو (انگلیسی: Hugo Porfírio؛ زادهٔ ۲۸ سپتامبر ۱۹۷۳) ورزشکار فوتبال اهل پرتغال است.